# Igor Lichnovsky
Igor Lichnovsky Osorio (Peñaflor, 7 de março de 1994) é um futebolista chileno que joga no América, como zagueiro.

## Carreira
Nascido em 7 de março de 1994 em Peñaflor, seu avô era eslovaco e seu pai austríaco, não teve problemas para obter um passaporte comunitário para uma eventual venda para a Europa. Chegou nas categorias de base da Universidad de Chile com apenas 8 anos de idade. Em princípio jogava como atacante, mas depois encontrou sua posição definitiva, a de zagueiro. Ao longo dos anos, Lichnovsky foi titular em todas as categorias da base da la "U".
Seus bons desempenhos nas equipes da Seleção Chilena e na base da Universidad de Chile despertou do interesse clube inglês Chelsea.
Foi incorporado ao profissional pelo treinador Jorge Sampaoli e estreou em 8 de outubro de 2011 em um amistoso contra o Alianza Lima no Estádio Nacional, onde jogou os 90 minutos e foi eleito o melhor jogador da partido pelo programa de rádio chileno La Magia Azul. Em 20 de novembro, estreou como titular, jogando 90 minutos contra a Universidad Católica e foi eleito o melhor jogador da partido pela transmissão de televisão chilena. Em 29 de abril de 2012, marcou o terceiro gol na vitória da Universidad de Chile por 5 a 0 contra o Colo-Colo, sendo o seu primeiro gol como profissional e seu primeiro gol em clássicos. Marcou o seu segundo gol em clássicos na derrota por 2 a 1 contra a Universidad Católica no Estádio San Carlos de Apoquindo em 13 de maio de 2012.
Segundo mídia, Internazionale e Porto demostraram interesse em contar com o zagueiro. Em 20 de agosto de 2012, a la "U" rejeitou uma oferta de 5 milhões de euros do Bayer Leverkusen.

## Seleção Chilena
Participou do Campeonato Sul-Americano Sub-15 de 2009 na Bolívia e o Campeonato Sul-Americano Sub-17 de 2011 no Equador.
Ele foi convocado pelo treinador Mario Salas para representar a Seleção Chilena Sub-20 no Campeonato Sul-Americano Sub-20 de 2013. Lichnovsky ajudou a Seleção a se classificar para Campeonato Mundial Sub-20 de 2013, disputou 3 das 4 partidas da equipe e junto com seu companheiro de zaga e de clube Valber Huerta, formou uma das defesas mais sólidas do campeonato.

## Títulos
Universidad de Chile
- Campeonato Chileno (Torneo Clausura): 2011